# Quartier (Vietnam)
Pour les articles homonymes, voir Quartier.
Au Vietnam, le quartier (en vietnamien phường) est un type de subdivision ayant le même statut que le thị trấn et le xã. En décembre 2022, le Vietnam compte un total de 1 737 quartiers.
Les quartiers sont subordonnés au district urbain, à la cité provinciale ou à la ville. Pour gérer les zones urbaines et leurs familles associées, chaque quartier est divisé en sous-quartiers (vietnamien : khu phố), chaque quartier constituant l'organisation la plus élémentaire de la population.
Hô Chi Minh-Ville (Saïgon) compte 259 quartiers et Hanoï 177 quartiers.